# Manuela Kay
Manuela Kay (nacida en 1964 en Berlín, Alemania) es una escritora, reportera, directora y editora lesbiana.

## Carrera
Tras terminar sus estudios, Kay trabajó como reportera en diversos programas de radio. Realizó varios videos sobre sexualidad y pornografía lésbica. En 1994 junto a Silke Dunkhorst hicieron la primera película pornográfica lésbica alemana, Airport (Aeropuerto), cuya acción tenía lugar en el Aeropuerto de Berlín-Tegel y en la escena S & M, mostrando a azafatas de vuelo y lesbianas con cuero. Un video colaborativo anterior, Du Darfst (1992) y su Latex Hearts (1993) trajeron el sexo seguro y la moralidad para lesbianas a la pantalla de habla alemana por primera vez. Durante la década de 1990 y hasta 2005 Kay trabajó para el Festival Internacional de Cine de Berlín y el Teddy Award, el premio queer oficial del Festival Internacional de Cine de Berlín.